# Monte Verde, Chiapas
Monte Verde är en ort i Mexiko.   Den ligger i kommunen Amatenango de la Frontera och delstaten Chiapas, i den sydöstra delen av landet, 900 km sydost om huvudstaden Mexico City. Monte Verde ligger 819 meter över havet och antalet invånare är 357.
Terrängen runt Monte Verde är lite bergig. Runt Monte Verde är det ganska tätbefolkat, med 100 invånare per kvadratkilometer. Närmaste större samhälle är Frontera Comalapa, 6,5 km nordväst om Monte Verde. I omgivningarna runt Monte Verde växer i huvudsak städsegrön lövskog.